# Passiflora parritae
Passiflora parritae (Mast.) L.H. Bailey – gatunek rośliny z rodziny męczennicowatych (Passifloraceae Juss. ex Kunth in Humb.). Występuje endemicznie w Kolumbii. 

## Morfologia
PokrójZdrewniałe, trwałe, owłosione liany.
LiściePotrójnie klapowane, rozwarte u podstawy. Mają 4–8 cm długości oraz 4,5–13 cm szerokości. Ząbkowane, z ostrym wierzchołkiem. Ogonek liściowy jest owłosiony i ma długość 10–20 mm. Przylistki są liniowe o długości 6 mm.
KwiatyPojedyncze lub zebrane w pary. Działki kielicha są podłużnie owalne, różowe lub pomarańczowe, mają 5,2–6,2 cm długości. Płatki są liniowo lancetowate, pomarańczowe lub różowe, mają 4,5 cm długości. Przykoronek ułożony jest w jednym rzędzie, fioletowy, ma 1 mm długości.
OwoceSą elipsoidalnego kształtu. Mają 6 cm długości i 4 cm średnicy.

## Biologia i ekologia
Występuje w lasach na wysokości 1900–2800 m n.p.m.